# Асоційована школа ЮНЕСКО
Асоційована школа ЮНЕСКО — загальноосвітні навчальні заклади, що беруть участь у міжнародному Проєкті асоційованих шкіл ЮНЕСКО, діяльність яких направлена на посилення гуманістичних, етичних, культурних і міжнародних аспектів освіти.
Проєкт асоційованих шкіл ЮНЕСКО започаткований у 1953 р. Головна мета Проєкту — забезпечення глибоких знань у галузі прав людини, демократії, міжкультурних зв'язків та захисту довкілля в системі ООН. На сьогоднішній день налічується понад сім тисяч Асоційованих шкіл ЮНЕСКО у 172 країнах-членах Організації.
Основним документом, що засвідчує статус навчального закладу як асоційованої школи ЮНЕСКО, є сертифікат підписаний Генеральним директором ЮНЕСКО.

## Асоційована школа ЮНЕСКО в Україні
Роботу асоційованих шкіл ЮНЕСКО в Україні координує Національна Комісія України у справах ЮНЕСКО через Міністерство освіти і науки України та Координаційну раду проєкту асоційованих шкіл ЮНЕСКО України. Наказом Міністерства освіти і науки України від 31.01.2001 р. № 32 затверджено Примірне положення про асоційовані школи ЮНЕСКО в Україні (Інформаційний збірник Міністерства освіти і науки України № 23 2001 р.).
Робота асоційованих шкіл ЮНЕСКО в Україні реалізується за чотирма основними темами дослідження, визначеними ЮНЕСКО:
- вивчення світових проблем і роль системи Організації Об'єднаних Націй в їхньому врегулюванні;
- права людини;
- інші країни та культури;
- людина і довкілля.

Асоційовані школи ЮНЕСКО в Україні беруть участь у міжнародних освітніх проєктах; розвивають молодіжну і дитячу дипломатію; вивчають і відзначають пам'ятні дати ООН; проводять міжнародні (або з міжнародною тематикою) семінари, конференції, фестивалі, літні табори.
На початку XXI ст. в Україні працює 58 різних типів навчальних закладів асоційованих шкіл ЮНЕСКО: школи-дитячі садочки, середні загальноосвітні школи, спеціалізовані школи з поглибленим вивчення іноземних мов, гімназії, ліцеї, професійно-технічні училища. Першим навчальним закладом України, що приєднався до проєкту асоційованих шкіл ЮНЕСКО була Слов'яногірська середня школа Донецької області (1967 р.).
Освітні заклади-учасники проєкту знаходяться в 15 регіонах України.